# Mirleft

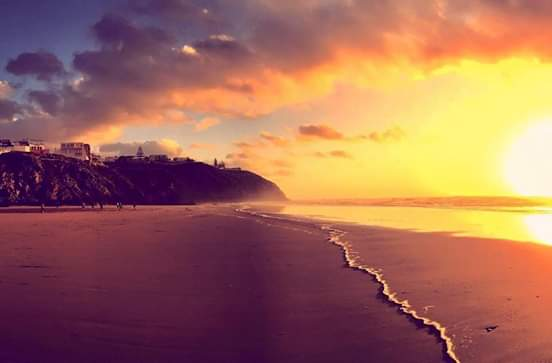
La plage de Mirleft

Mirleft (en berbère : ⵎⵉⵔⵍⴼⵜ , en arabe :  ميراللفت ) est une commune rurale marocaine de la province de Sidi Ifni, dans la région administrative de Guelmim-Oued Noun. Elle a pour chef-lieu un village amazigh du même nom.

## Géographie

### Situation
La commune de Mirleft est située dans le sud du Maroc à 130 km d'Agadir, entre les villes de Tiznit et de Sidi Ifni. Elle a pour coordonnées géographiques : 29° 34′ 46,9″ N, 10° 02′ 06,4″ O
,

### Relief, géologie et hydrographie
Mirleft se situe entre la chaîne montagneuse de l'Anti-Atlas et  l'océan Atlantique. Ce phénomène géologique a créé de hautes falaises plongeant dans l'océan, une multitude d'oueds qui forment à chaque embouchure des petites plages, et un arrière-pays formé de grandes collines peuplées de cactus, de palmiers et d'arganiers. 

### Climat
Contrairement à son voisin Tiznit, l'océan Atlantique adoucit, à Mirleft, les écarts de température entre le jour et la nuit, entre l'hiver et l'été. Les jours les plus chauds, on y dépasse rarement les 35 °C alors que la température atteint les 45−50 °C à Tiznit.
En fait, sa situation entre Atlas et océan lui confère un climat doux, tempéré et constant (moyenne de 25 °C et 360 jours de soleil les mauvaises années).

### Urbanisme
Le village de Mirleft est devenu une petite « cité » balnéaire pittoresque. Sa rue principale, qui comporte des arcades sous lesquelles se répartissent des hôtels, épiceries, etc., a été construite après le protectorat français au Maroc.

## Toponymie
Il y a  plusieurs hypothèses ; pour l’une d’entre elles, le nom de Mirleft tire ses origines du latin en définissant le village à gauche de la mer ou bien du portugais comme mer dangereuse.
L'origine linguistique amazigh verrait le nom dériver de la sensation d’extase éprouvée par les voyageurs : myour (ou amyour) signifie  « s’habituer »  et left (ou itelf) « devenir fou de joie », alors que la traduction arabe serait décomposée de cette manière amir (« prince ») et left (« des navets »).

## Histoire
Mirleft est une commune rurale de la province de Sidi Ifni depuis 2009, à la suite du démembrement de la province de Tiznit — dans le cadre de la création de neuf nouvelles provinces — dont elle faisait partie.

## Démographie
Lors du recensement de 2004, la commune de Mirleft comportait 1 303 ménages et 7 026 habitants, dont 7 012 Marocains et 14 étrangers.
En 1994, sa population se découpait en 6 803 habitants et 1 129 ménages.

## Administration et politique
En février 2014, l'absence de décharge contrôlée et la mauvaise gestion des eaux usées, via des fosses septiques privées se multipliant, pouvaient être constatées.

## Économie

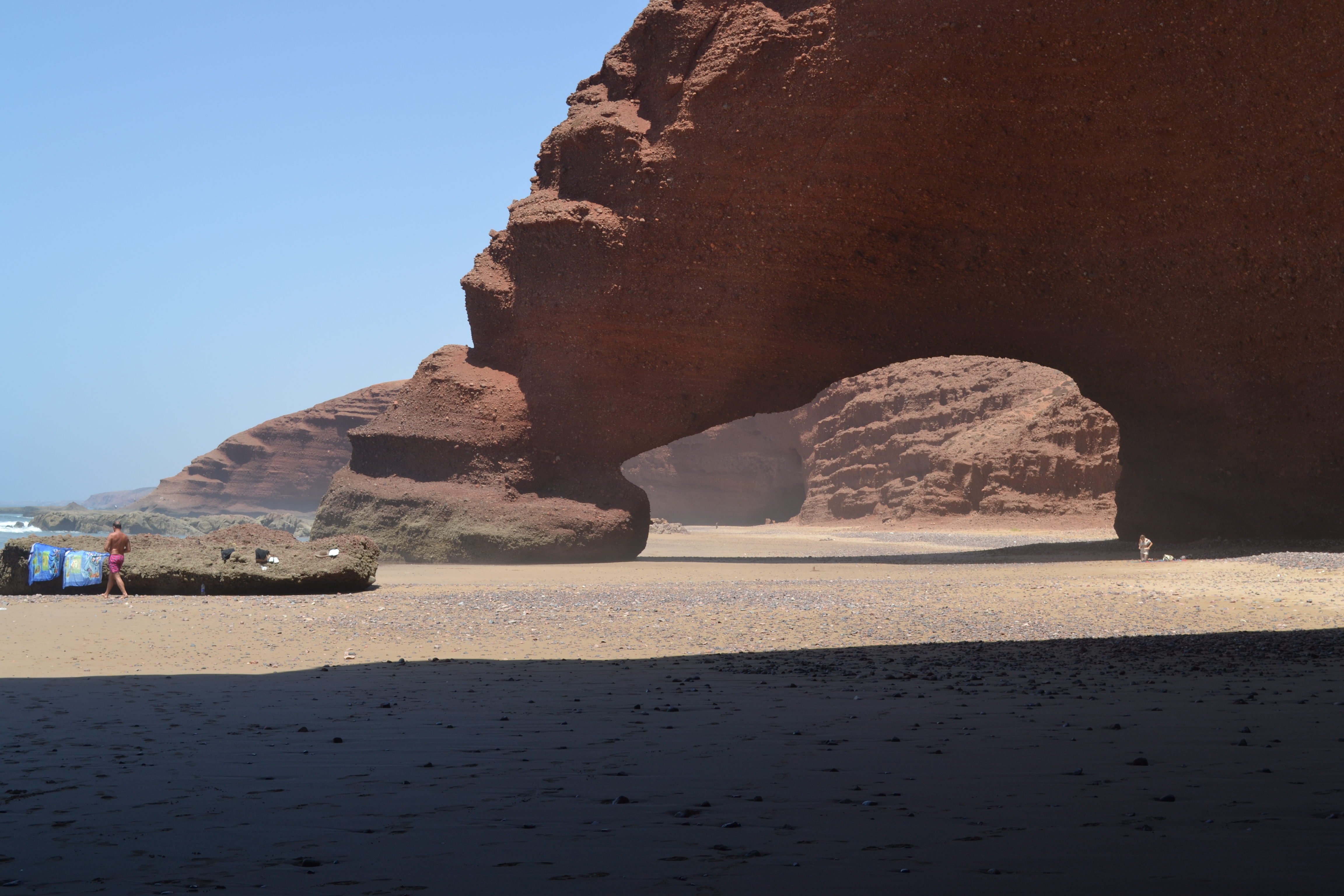
Plage de Lagzira.

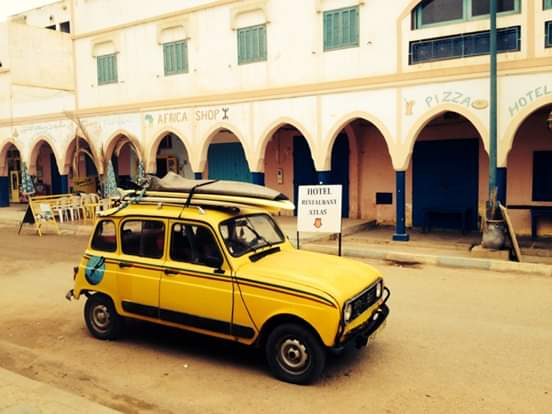

La commune de Mirleft est attractive sur le plan touristique — sans qu'il soit question de tourisme de masse — grâce à son climat tempéré, ses plages (dont la « plage rouge » de Lagzira), des activités telles que la pêche, le surf (que les surfeurs soient aguerris ou non), la plongée, les ballades ou randonnées à pied et en VTT, ainsi que plusieurs restaurants et hôtels.

## Patrimoine

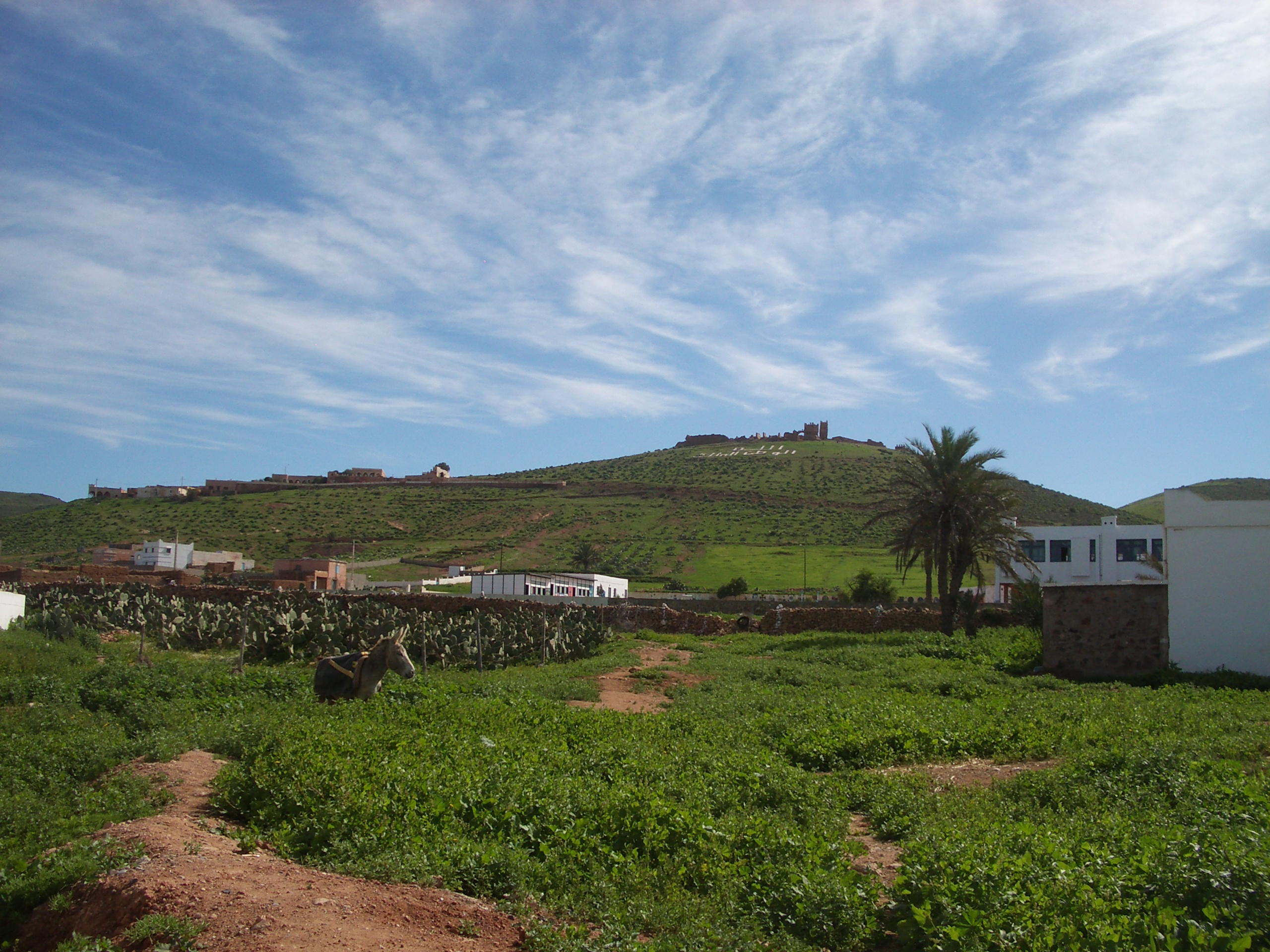
Le fort de Tidli

Un ancien fort militaire, dit fort de Tidli, construit en 1935 par les Français , surplombe le village. Ce fort militaire est maintenant devenue un hôtel du nom de "Les 3 Chameaux".